# カーウェス
カーウェス（新王国暦461年 - 523年）は、日本のテーブルトークRPG、ソード・ワールドRPGに登場する架空の人物。"偉大なる"カーウェスの異名を持つ。新王国暦521年まで、アレクラスト大陸中原地方の王国オーファンにて魔術師ギルドの最高導師兼宮廷魔術師を務めた。

## 経歴
オラン魔術師ギルドの最高導師にして魔術師ギルドの開祖であるマナ・ライの孫弟子に当たる魔術師。直接の師の名は不明。新王国暦400年代末期、のちにオーファン国王となる冒険者リジャールの強引な勧誘を受け、マイリー神官ジェニとともに彼の仲間となり数々の冒険を共にする。新王国暦495年、エア湖の連奇岩にてリジャールの邪竜クリシュ打倒に協力。この功績と優れた魔法の実力により、オーファン建国後トーニオ、ジーニアス、ミシェイルの「ファン三才」を押さえて魔術師ギルドの最高導師兼宮廷魔術師の座についた。この一件は本人に責任はないものの、後日不測の事態が複数重なった結果、オーファンにクリシュの来襲以来の国難を引き起こすことになる。
新王国暦521年、魔力が枯渇する奇病に侵され、一時魔術師ギルドの最高導師の職をフォルテスに、宮廷魔術師の職をラヴェルナに委ねる。野心家のフォルテスは、ギルドの命令による探索の最中に握った秘密「魔力の塔の建造法」を武器に絶対権力を得んとし、カーウェスも廃されかけるが、養子であり弟子でもあるリウイによってフォルテスが討たれたことで救われる。事件解決後、皮肉にもフォルテスが武器とした魔力の塔の力によって、カーウェスの病は回復した。
その後、プリシス大統領ルキアルに扇動され暴動を起こした民衆を鎮圧する際、リジャール・ジェニと共に戦死する。

## 性格
知的な人物であるが、冒険者としての経験があるゆえか決して知性一辺倒の秀才型の人物ではなく、養子であるリウイの豪傑ぶりに対しても許容する度量を持つ。また彼に対して皮肉を口にする、狼狽する、怒鳴りつけるなど、弟子であるフォルテスやラヴェルナと比すると人間的な表情を見せることは格段に多い。

## 関係者
- 弟子
  - ラヴェルナ・ルーシェン - 弟子の一人にして彼の後任の宮廷魔術師。
  - フォルテス - 魔術師ギルドの次席導師。魔術至上主義者で野心的な男。
  - ハーフェン - 魔術師ギルドの第四席導師（第三席とも）。優れた教師であり実務担当者（師弟関係は不明）。
  - リウイ - 養子にして弟子。実はリジャール王の庶子である。
- 友人
  - リジャール - オーファン国王。冒険者時代からの仲間。
  - ジェニ - "剣の姫"と呼ばれるマイリーの最高司祭。同上。
  - レクリオ - ラムリアース魔術師ギルドの最高導師。